# Rellotge del Moll (Tarragona)
El Rellotge del Moll és una obra eclèctica de Tarragona protegida com a Bé Cultural d'Interès Local.

## Descripció
És un element eclèctic amb forma de torre cilíndrica sobre un pòdium, amb una cornisa que sustenta un cub de pedra que presenta un rellotge a dues cares i un mapamundi a les altres dues. Al capdamunt de tot hi les campanes.
El rellotge té forma de templet i la maquinària fou dissenyada pel rellotger de Tarragona Josep Rigau (es restaurà fa pocs anys, però en l'actualitat no està en funcionament). S'ha combinat diversos materials constructius. A la part superior destaca l'acabament de forja recordant formes modernistes. Serveix tant per a panell com per a parallamps. El basament és quadrat de pedra de llisós aboixardada amb unes dimensions de 3'70x0'80. A la zona central s'utilitzà el formigó. Sobre el basament destaquen quatre columnes de pedra rogenca molt deteriorada pel salitre. Els capitells són d'ordre corinti perfectament llavorats.
La ubicació no fou casual. S'agafà com eix el carrer d'Apodaca, així durant anys es podia apreciar l'hora fins i tot des de la plaça dels Carros.

## Història
El 1921 la Junta de Obras del Puerto sol·licità la col·locació d'un rellotge i la col·locació d'una petita estació meteorològica (anemòmetre i pluviòmetre). La col·locació i els materials emprats responen a la normativa de ports. Havia d'estar disposat a 12 metres d'alçada sobre la rasant del moll i havia d'estar mancat de materials reflectants, per això es disposà la col·locació de tres esferes de coure. Inicialment el rellotge s'havia reemplaçat una esfera per un vidre per a il·luminar la cabina. En l'actualitat està tapiada. A la part oposada, és a dir a ponent al fust central es col·locà l'escut dels enginyers d'obres públiques.
El 2020 s'inicià un procés de restauració complert de l'estructura, la maquinària del rellotge i els revestiments decoratius.